# Groupe p-clos
Dans la littérature mathématique de langue anglaise, un groupe fini G est dit p-closed, pour un nombre premier p donné, si les éléments de G dont l'ordre est puissance de p forment un sous-groupe de G. Cela revient à dire que G admet un p-sous-groupe de Sylow distingué, ou encore que G n'admet qu'un p-sous-groupe de Sylow.
On trouve dans la littérature de langue française l'expression « p-sous-groupe p-clos » d'un groupe fini G pour désigner un p-sous-groupe de G qui comprend tous les éléments dont l'ordre est puissance de p. Si un tel sous-groupe de G existe, il est unique et est l'unique p-sous-groupe de Sylow de G. Dire que G admet un p-sous-groupe p-clos dans le second sens de « p-clos » revient donc à dire que G est p-clos dans le premier sens.